# Вильковице (гмина)
Вильковице (пол. Wilkowice) — сельская гмина (волость) в Польше, входит как административная единица в Бельский повет (силезский), Силезское воеводство. Население — 12 174 человека (на 2004 год).
В гмине находится деревня Вильковице, Мешна и Быстра (до половины XX в. Быстра Силезкая и Малополская).

## Демография
| Перепись                       | Всего   | Всего | Женщины | Женщины | Мужчины | Мужчины |
| ------------------------------ | ------- | ----- | ------- | ------- | ------- | ------- |
| Единицы                        | человек | %     | человек | %       | человек | %       |
| Население                      | 12 174  | 100   | 6359    | 52,2    | 5815    | 47,8    |
| Плотность населения (чел./км²) | 359,1   | 359,1 | 187,6   | 187,6   | 171,5   | 171,5   |

## Соседние гмины
1. Бельско-Бяла
2. Гмина Бучковице
3. Гмина Чернихув
4. Гмина Козы
5. Гмина Лодыговице
6. Щирк